# Willi Rose

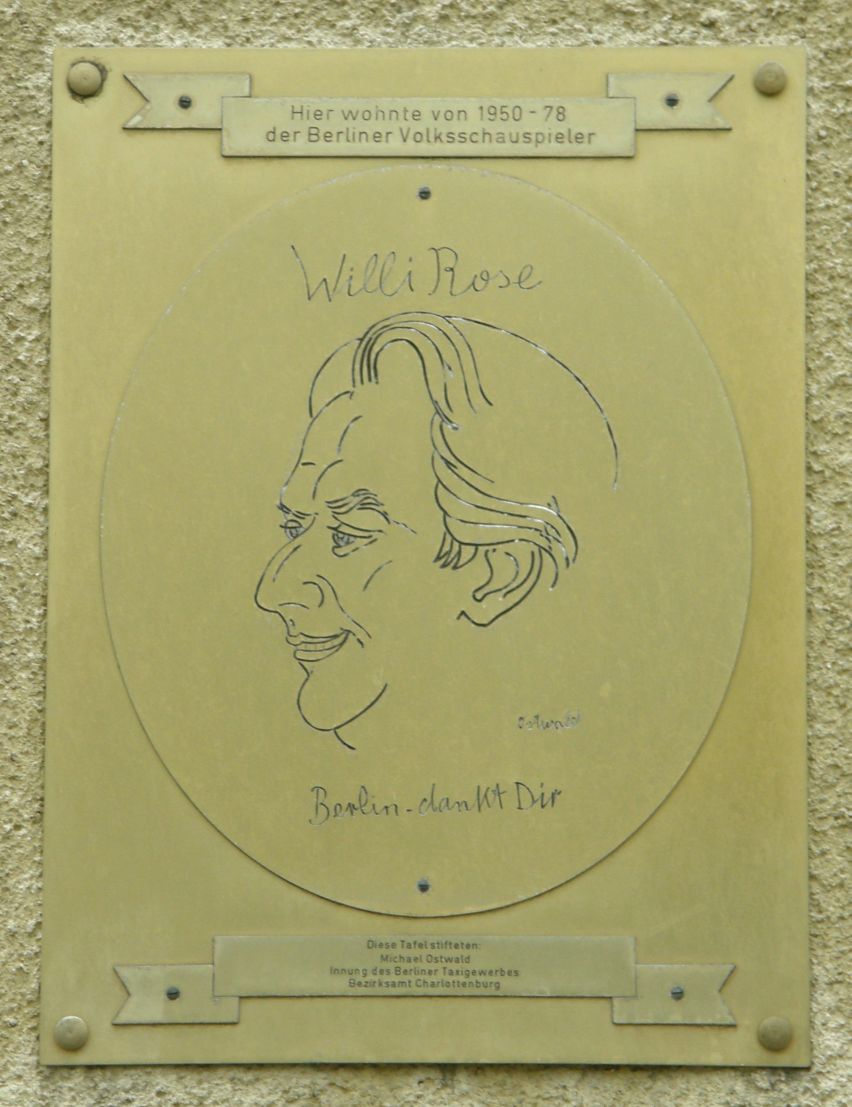
Gedenktafel mit Porträt am ehemaligen Wohnhaus Roses

Willi Rose, eigentlich Wilhelm Bernhard Max Rose (* 4. Februar 1902 in Berlin; † 16. Juni 1978 ebenda) war ein deutscher Bühnen- und Filmschauspieler.

## Leben
Willi Roses Vater Bernhard Rose (1865–1927) hatte Ende des 19. Jahrhunderts mit der Übernahme einer Gaststätte auch das Rose-Theater übernommen, das sich zu einer Art Volksbühne entwickelte. Seine Kinder Hans (1893–1980), Paul (1900–1973) und Willi Rose übernahmen später die Leitung und agierten ebenfalls auf der Bühne.
Rose besuchte 1918/19 die Reicher’sche Hochschule für Kunst und erhielt zu dieser Zeit seine ersten Rollen am Walhalla-Theater. Er gehörte dann bis 1944 zum Ensemble des väterlichen Rose-Theaters, spielte aber auch an anderen Berliner Bühnen wie dem Lessingtheater und dem Theater am Schiffbauerdamm. Er gastierte in den 1920er Jahren zudem in Landsberg an der Warthe, bei den Hohentwieler Festspielen und am Staatlichen Wandertheater von Frankfurt am Main. Auch in der Zirkusmanege und beim Kabarett der Komiker war Rose zu sehen.
Eine seiner ersten kleinen Filmrollen erhielt Willi Rose in der Zeit des Nationalsozialismus in dem Streifen Allotria im Jahre 1936. Einem größeren Publikum bekannt wurde er erst durch Rollen in Die göttliche Jette (1937), Urlaub auf Ehrenwort (1938), Alarm auf Station III (1939) und insbesondere im auch weltweit bekannten Zirkus Renz (1943). Bei Kriegsende kam er noch auf die Gottbegnadeten-Liste.
Nach dem Kriege spielte Willi Rose viele einprägsame Nebenrollen, darunter sind Wozzeck, eine DEFA-Produktion von 1947, Der Hauptmann von Köpenick (1956), Der eiserne Gustav und Taiga (beide 1958), aber auch Hauptrollen (Bei Pfeiffers ist Ball, 1966). Mit der Verbreitung des Fernsehens spielte Willi Rose auch dort in mehreren Serien und Fernsehspielen, war hier auch mehrmals in Hauptrollen zu sehen (Der Biberpelz, Jedermanstraße 11). Unvergessen ist seine kongeniale Darstellung des „Engelke“ an der Seite von Arno Assmann im Fernsehdreiteiler Der Stechlin (1975).

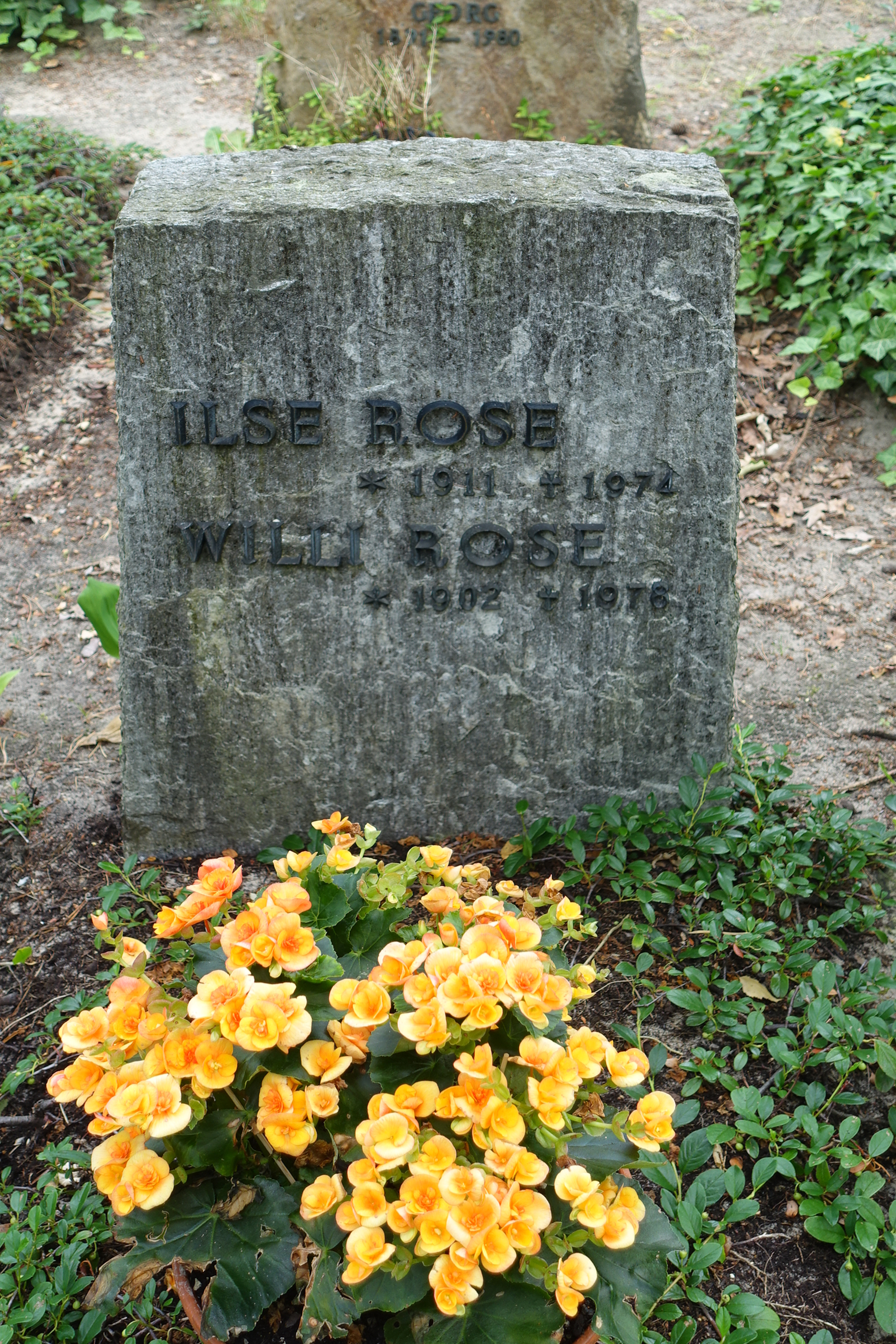
Grab von Willi Rose auf dem Friedhof Heerstraße in Berlin-Westend

Willi Rose starb 1978 im Alter von 76 Jahren in Berlin. Sein Urnengrab befindet sich auf dem landeseigenen Friedhof Heerstraße in Berlin-Westend (Grablage: II-Ur 10-1-22). Er ruht dort neben seiner Frau Ilse Rose-Vollborn (1911–1974).
Am Haus Bolivarallee 17 in Berlin-Westend, wo Willi Rose von 1950 bis zu seinem Tod wohnte, erinnert eine Gedenktafel an den Volksschauspieler. Sie wurde von der Berliner Taxi-Innung und dem Bezirksamt gestiftet.

## Schallplatten
Von Willi Rose existieren, da er auch in Operetten mitspielte, zahlreiche Plattenaufnahmen mit Schlagern und Gassenhauern wie beispielsweise: Puppchen du bist mein Augenstern, Wir versaufen unser Oma ihr klein Häuschen, Ausgerechnet Bananen! oder Komm in meine Liebeslaube.

## Filmografie (Auswahl)
- 1936: Die unmögliche Frau
- 1936: Allotria
- 1936: Verräter
- 1937: Die göttliche Jette
- 1937: Patrioten
- 1938: Urlaub auf Ehrenwort
- 1938: Großalarm
- 1938: Die 4 Gesellen
- 1938: Pour le Mérite
- 1939: Aufruhr in Damaskus
- 1939: Ziel in den Wolken
- 1939: Sensationsprozeß Casilla
- 1939: Alarm auf Station III
- 1939: Legion Condor
- 1940: Zwielicht
- 1940: Mädchen im Vorzimmer
- 1940: Wunschkonzert
- 1941: Blutsbrüderschaft
- 1941: Über alles in der Welt
- 1941: … reitet für Deutschland
- 1941: U-Boote westwärts!
- 1941: Ich klage an
- 1941: Leichte Muse
- 1941: Metropol Revue
- 1942: Geheimakte W.B. 1
- 1942: Fronttheater
- 1942: Fünftausend Mark Belohnung
- 1943: Du gehörst zu mir
- 1943: Liebesgeschichten
- 1943: Zirkus Renz
- 1943: Großstadtmelodie
- 1944: Um neun kommt Harald
- 1944: Der gebieterische Ruf
- 1944: Die schwarze Robe
- 1944: Das Leben ruft
- 1944/49: Freitag der 13.
- 1945: Das seltsame Fräulein Sylvia
- 1945: Der stumme Gast
- 1945: Wir beide liebten Katharina
- 1947: Und finden dereinst wir uns wieder…
- 1947: Wozzeck
- 1948: Und wieder 48
- 1949: Die Buntkarierten
- 1949: Nach Regen scheint Sonne
- 1950: 0 Uhr 15 Zimmer 9
- 1950: Die Frau von gestern Nacht
- 1950: Der Fall Rabanser
- 1950: Bürgermeister Anna
- 1950: Es begann um Mitternacht
- 1951: Die Frauen des Herrn S.
- 1951: Torreani
- 1951: Königin einer Nacht
- 1952: Drei Tage Angst
- 1954: Ihre große Prüfung
- 1954: Rummelplatz der Liebe
- 1954: Raub der Sabinerinnen
- 1955: Meine Kinder und ich
- 1955: Heldentum nach Ladenschluß
- 1955: Unternehmen Schlafsack
- 1955: Drei Tage Mittelarrest
- 1956: Zu Befehl, Frau Feldwebel!
- 1956: Uns gefällt die Welt
- 1956: Ein Mädchen aus Flandern
- 1956: Der Hauptmann von Köpenick
- 1956: II-A in Berlin
- 1957: Schön ist die Welt
- 1957: Made in Germany – Ein Leben für Zeiss
- 1957: Das Mädchen ohne Pyjama
- 1957: Die große Chance
- 1958: Taiga
- 1958: Der Mann, der nicht nein sagen konnte
- 1958: Der eiserne Gustav
- 1958: Piefke, der Schrecken der Kompanie
- 1958: Wenn die Conny mit dem Peter
- 1959: Die feuerrote Baronesse
- 1959: So angelt man keinen Mann
- 1960: Freddy und die Melodie der Nacht
- 1960: Wir Kellerkinder
- 1960: Der Jugendrichter
- 1960: Die Rote Hand
- 1960: Der Hauptmann von Köpenick
- 1961: Frau Irene Besser
- 1961: Eine hübscher als die andere
- 1961: Blond muß man sein auf Capri
- 1962: Der Biberpelz, Fernsehfilm (Hauptrolle als Julius Wolff)
- 1962–1965: Jedermannstraße 11 (26 Folgen) (Hauptrolle als Hermann Jeschke)
- 1963: Die fünfte Kolonne: Null Uhr Hauptbahnhof, Fernsehserie
- 1964: Winterquartier, Fernsehfilm
- 1964: Gewagtes Spiel: Herzbube (Folge 6)
- 1964: Stunden der Angst, Fernsehfilm
- 1965: Unser Pauker – 12-tlg Serie (Onkel Arno, Tierpfleger)
- 1966: Bei Pfeiffers ist Ball (Hauptrolle als Karl Pfeiffer)
- 1966: Adrian der Tulpendieb, Fernsehserie
- 1966: Das Millionending, Fernsehfilm, 2 Teile
- 1967: Der dritte Handschuh, Fernsehfilm, 2 Teile
- 1967: Wenn es Nacht wird auf der Reeperbahn
- 1967: Rheinsberg
- 1968: Landarzt Dr. Brock (Fernsehserie): Das Karussell
- 1968: Tamara
- 1970: Heintje – Einmal wird die Sonne wieder scheinen
- 1970: Die Feuerzangenbowle
- 1971: Operation Walküre, Dokumentarfilm
- 1972: Novellen aus dem wilden Westen, Fernsehserie
- 1973: Lokaltermin – Mildernde Umstände
- 1974: Die unfreiwilligen Reisen des Moritz August Benjowski, Fernsehvierteiler
- 1974: Der kleine Doktor (Fernsehserie): Der verschwundene Admiral
- 1975: Tatort – Die Rechnung wird nachgereicht
- 1975: Der Stechlin, Fernsehdreiteiler
- 1975: Tatort: Tod im U-Bahnschacht
- 1975: Das Netz
- 1975: Beschlossen und verkündet: Vater werden ist nicht schwer
- 1976: Direktion City – Leichenfund (Fernsehserie)
- 1977: Tatort: Feuerzauber
- 1978: Café Wernicke, Fernsehserie
- 1978: Ein Mann will nach oben, Fernsehserie nach Hans Fallada

## Hörspiele (Auswahl)
- 1945: Gerhart Hauptmann: Der Biberpelz – Regie: Hannes Küpper (Berliner Rundfunk)
- 1947: Hans Fritz Köllner: Eine Fahrt in den Frühling (Schulze) – Regie: Hanns Korngiebel (RIAS Berlin)
- 1948: Kurt Tucholsky: Wo kommen die Löcher im Käse her? – Regie: Friedrich Joloff (RIAS Berlin)
- 1948: Hans Brennert: Die Hasenpfote (RIAS Berlin)
- 1948: Anna Charlotte Wutzky: Familie Paddicke auf dem Weihnachtsmarkt – Regie: Karl Metzner (RIAS Berlin)
- 1948: Kurt Barthel: Schlöffel (Kutscher Johann) – Regie: Carlheinz Riepenhausen (Berliner Rundfunk)
- 1949: Anna Charlotte Wutzky: Madame Dutitre verheiratet ihre Tochter – Regie: Karl Metzner (RIAS Berlin)
- 1949: Adolf Glaßbrenner: Eine Landpartie – Regie: Karl Metzner (RIAS Berlin)
- 1949: Anonym: Es war einmal – Biographie einer Straße – Regie: Fritz Wendhausen (RIAS Berlin)
- 1950: Rolf Goetze: Ganz Berlin für 15 Silbergroschen (RIAS Berlin)
- 1950: Christian Bock: Besondere Kennzeichen? – Kinderkomödie für große Leute (Baby Bob Potts) – Regie: Hanns Korngiebel (RIAS Berlin)
- 1951: Werner Brink: Es kommt doch an den Tag. Ein Bericht über dunkle Ehrenmänner von heute – Regie: Werner Oelschläger (RIAS Berlin)
- 1959: Jonny Liesegang: Verlobung bei Familie Nuschenpickel (Gustav) – Regie: Gerd Martienzen (Mundarthörspiel – Saarländischer Rundfunk)
- 1962: Thierry: Pension Spreewitz (Frau Wurms Auto, Folge 106, Erstsendung 17. Februar 1962) (Herr Zimmerling) – Regie: Ivo Veit (RIAS Berlin)[5]
- 1962: Thierry: Pension Spreewitz (Der Ausflug, Folge 121, Erstsendung 13. Oktober 1962) (Herr Zimmerling) – Regie: Ivo Veit (RIAS Berlin)[5]
- 1964: Hellmut Kotschenreuther: Berlin und Bote & Bock (1. Teil) – aus der Chronik eines Musikverlages – Regie: Ulrich Gerhardt (RIAS Berlin)
- 1964: Erdmann Graeser: Die Koblanks. Damals war’s – Geschichten aus dem alten Berlin (Theo Koblank) (Geschichte Nr. 1 in 12 Folgen) – Regie: Ivo Veit (RIAS Berlin)[6]
- 1973: Theodor Ziegler: Die Havelnixe. Damals war’s – Geschichten aus dem alten Berlin (Oskar Pufahl) (Geschichte Nr. 18 in 10 Folgen) – Regie: Ivo Veit (RIAS Berlin)[6]
- 1973: Egon Polling: Der Storch in der Linde. Damals war’s – Geschichten aus dem alten Berlin (Meister Kluge) (Geschichte Nr. 19 in 12 Folgen) – Regie: Ivo Veit (RIAS Berlin)[6]
- 1973: Horst Mönnich: Die Reise zum Futa-Pass (Hauptfeldwebel Nowka) – Regie: Otto Düben (SFB)
- 1974: Theodor Fontane: Effi Briest (3 Teile) (Dr. Hannemann) – Regie: Rudolf Noelte (SFB / BR / HR)